# Эксплорер-2

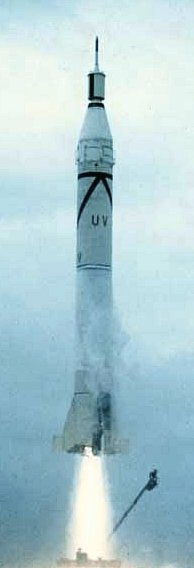
Запуск «Эксплорера-2»

Эксплорер-2 — космический спутник США, который планировался стать повторением миссии первого американского ИСЗ Эксплорер-1, однако из-за сбоя ракеты во время запуска корабль не достиг орбиты.
Эксплорер-2 был запущен в США с мыса Канаверал LC-26, во Флориде 5 марта 1958 года в 18:28 UTC, с помощью ракеты-носителя Юпитер-С. Юпитер-С создавался в проекте ко спутникам Вооруженными силами США. Проект был отменен в 1955 году, когда было принято решение продолжить проект ВМС США «Авангард».
После запуска советского ИСЗ «Спутник-1» 4 октября 1957 года агентству США «Army Ballistic Missile Agency (ABMA)» было предписано возобновить запуск спутника «Эксплорер» с помощью ракеты-носителя Юпитер-С, которая уже была проверена на полет в тестах возвращения носового обтекателя на Юпитере IRBM (баллистическая ракета средней дальности). ABMA совместно и тесно сотрудничая с Лабораторией реактивного движения (ЛРД) завершила работу модификации Юпитер-С и строительство «Эксплорера-1» за 84 дня.

## Оборудование
Эксплорер-2 был оснащен счетчиком Гейгера в целях обнаружения космического излучения. Позже, после полета «Эксплорера-3» было решено, что первоначальный счетчик Гейгера был перегружен от сильного излучения идущего от пояса заряженных частиц, захваченных в пространстве магнитного поля Земли. (См.: Радиационный пояс) Эксплорер-2 также был оснащен телеграфным модулятором и акустическим датчиком с целью обнаружения микрометеоритов.

## Результаты миссии
Эксплореру-2 не удалось достичь орбиты после сбоя в работе ракеты-носителя Юпитер-С, а именно после того как четвертая ступень ракеты не запустилась.